# اس‌ای‌تی‌بی

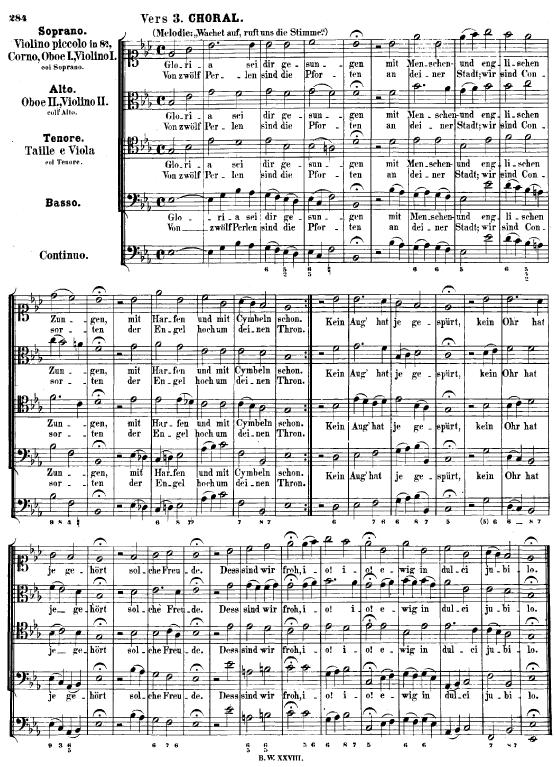
موسیقی کرال با ۴ صدا

اس‌ای‌تی‌بی (انگلیسی: SATB) سرواژه‌ای است برای توصیف ترکیب‌بندی گروه‌های کر و همچنین گروه‌های سازی هم‌خانواده. اس‌ای‌تی‌بی حروف اول گونه‌های صدا هستند:
- اس (S): سوپرانو (Soprano)
- اِی (A): آلتو (Alto)
- تی (T): تِـنور (Tenor)
- بی (B): باس (Bass)

هارمونی چهاربخشی با استفاده از گونه‌های صوتی سوپرانو، آلتو، تِـنور و باس شیوه‌ای رایج در آهنگسازی در موسیقی کلاسیک بود، از جمله در کرال‌های مذهبی و بیشتر کانتات‌های باخ.
وقتی دو گروه کر با این گونه‌های صدا مورد نیاز باشد از ترکیب «اس‌ای‌تی‌بی/اس‌ای‌تی‌بی» استفاده می‌شود؛ مثلاً در «مرثیه لهستانی» اثر کریستف پندرسکی. یا «اس‌اس‌ای‌تی‌بی» که به معنی استفاده از ۲ خوانندهٔ سوپرانو در این ترکیب است که در موسیقی کلیسایی انگلیسی بسیار رواج دارد.
البته از حروف اختصاری دیگری هم برای نشان دادن ترکیب‌بندی صدا استفاده می‌شود مثلا "Mz" برای متزوسوپرانو "Ba" یا "Bar" برای باریتون، "C" برای «کانتو» (نقطهٔ اوج) و کنترآلتو و "Ct" برای کنترتنور.
در معنای وسیع‌تر، گروه‌های سازی را که بیشتر اعضای یک خانواده آوایی هستند، می‌توان با علامت اختصاری SATB، توصیف کرد. به عنوان نمونه ریکوردر، ویولا دا گامبا، ساکسوفون و ترومبون.